# Het Goed
Het Goed is een Nederlandse kringloopwinkelketen. Er waren in 2023 31 winkels verspreid over Nederland.

## Geschiedenis
De eerste vestiging van Het Goed, op dat moment nog onder de naam Goedzooi, werd in 1982 geopend in Emmeloord. Bob Crébas en zijn vrouw Carla Wobma waren twee van de oprichters. In 1992 werd besloten uit te breiden. De eerste vestiging die de naam Het Goed droeg opende in dat jaar in Deventer haar deuren. In de loop der jaren werd in verschillende plaatsen begonnen met een nieuwe kringloopwinkel, soms werd een bestaande activiteit overgenomen en omgedoopt tot Het Goed. Rond 1997 verkocht Crébas Het Goed aan de toenmalige directie, hoewel hij samen met zijn vrouw mede-eigenaar bleef van de vestiging in Emmeloord.
Crébas kocht in 1999 samen met een enkele compagnons voor ƒ600.000 de domeinnaam Marktplaats.nl. Doel was om de fysieke kringloopwinkels meer met onlinehandel te integreren. Daar slaagde men niet in, maar de website liep erg goed. In 2004 kon ze voor 224,5 miljoen euro worden verkocht aan eBay. Crébas hield er 78,5 miljoen euro aan over. 
Begin 2022 bestond de keten uit 30 kringloopwinkels. In 2018 waren er in totaal 1221 medewerkers, 292 personen waren er in vaste dienst en bij 529 medewerkers was er sprake van een Wsw/participatiebaan. Het Goed is een commerciële organisatie (in tegenstelling tot veel andere kringlopen waar de winst naar een goed doel gaat) en is aangesloten bij Branchevereniging Kringloopbedrijven Nederland (BKN). Een aantal winkels van Het Goed is een samenwerkingsverband tussen een Wsw-instelling en Het Goed.

## Vestigingen
Hieronder staat het overzicht van alle plaatsen waar Het Goed een vestiging heeft (gehad). Indien bekend staat tussen haakjes de datum van opening en eventueel sluiting.
| - Almere (sinds 1999, ging later zelfstandig verder onder de naam De Kringloper) - Amsterdam (onder de naam De tweede ronde, ging failliet in 2003) - Assen - Best (sinds 2007) - Boxtel - Coevorden (gesloten in 2016) - Deventer (sinds 1992) - Eindhoven - Emmeloord (sinds 1982) - Emmen (sinds 1995) - Enschede (sinds 1992) - Geldrop (sinds 2000) - Gorinchem (sinds 2021) - Harderwijk (sinds 2013) - Hengelo (sinds 2007) - Hoogeveen - Hoogvliet (sinds 2013) - Leidschendam (geopend in 2010, gesloten in 2019) - Lelystad (sinds 1998, in 2020 overgenomen door RataPlan) | - Nijmegen (sinds 1999) - Nuenen (geopend in 2019, voortzetting van winkel in Valkenswaard) - Roden - Roermond (sinds 2014) - Rotterdam Centrum (sinds 2020) - Schiedam (sinds 1999) - Schijndel (sinds 2016) - Sittard - Tiel (sinds 2024) - Valkenswaard (gesloten in 2019, verhuisd naar Nuenen) - Venlo (sinds 2017) - Vlaardingen (sinds 2000) - Weesp (sinds 1999, ging later zelfstandig verder onder de naam De Kringloper) - Wijhe (sinds 2013) - Wolvega (sinds 2015, gesloten in 2017) - Zaanstad (sinds 2020) - Zoetermeer (sinds 2022) |